# Я — Сакамото, а что?
«Я — Сакамото, а что?» (яп. 坂本ですが？ Сакамото дэсу га?) — манга Нами Сано, выходившая с апреля 2012 года по декабрь 2015 года в журнале Harta издательства Enterbrain. Аниме-адаптация манги от Studio Deen выходила с апреля по июль 2016 года.

## Сюжет
Сакамото — невероятно крутой и популярный первогодка старшей школы города Гакубун. Почти сразу после поступления в школу он стал привлекать к себе всеобщее внимание. Потому что всё, что Сакамото делает, он делает по-особенному. Не обладая никакими сверхспособностями, он совершает любое своё действие абсолютно идеально. Сакамото является карикатурно идеальным старшеклассником с чистыми помыслами и идеальными поступками. Девушки без ума от него, а большинство парней его недолюбливают. Но как бы его одноклассники и прочие не старались чем-то навредить Сакамото, ему всегда удаётся стильно и с изяществом помешать им и обернуть любую ситуацию в свою пользу и казаться в их глазах ещё круче. Хотя на первый взгляд Сакамото выглядит холодным и отчуждённым, тем не менее он обладает способностью очаровывать людей и всегда помогает любому нуждающемуся. Какими ни были трудности на пути Сакамото, он всегда с лёгкостью их преодолевает.

## Персонажи
- Сакамото (яп. 坂本) — главный герой, самый образцовый ученик за всю историю старшей школы города Гакубун. Помимо успехов в учёбе, он отличается уникальным подходом к решению любых проблем, с которыми сталкивается. Выражение на лице и поведение парня при этом всегда остаётся невозмутимыми. Юноша крайне популярен среди девушек, из-за чего многие парни из класса его не жалуют. Так или иначе, иногда Сакамото действительно ведёт себя довольно странно — например, встаёт в разные стойки или совершает некоторые совершенно неожиданные действия. Сакамото — обладатель ряда так называемых "тайных умений", с помощью которых он может ловить жуков или без помощи чего-либо надувать пузыри. Сакамото часто не обращает внимания на неприятности и опасности вокруг него и принимает большинство чуждых для других вещей за нормальные. По ходу повествования своими действиями влияет на окружающих, даже старается помочь им, вдохновляет, облегчает заботы. Имя Сакамото никогда не называлось полностью, каждый раз оно либо звучит неразборчиво, либо что-то ещё мешает его назвать. По окончании учебного года Сакамото сообщает своим одноклассникам о переезде в Америку для осуществления своей мечты. В итоге переводится в американскую школу, занимающуюся исследованием космоса.

Сэйю: Хикару Мидорикава.

### Старшая школа города Гакубун
- Ёсинобу Кубота (яп. 久保田 吉伸 Кубота Ёсинобу) — одноклассник Сакамото, подверженный издевательствам и вымогательству со стороны хулиганов. Однажды Сакамото помог ему устроиться на подработку в McDoodle (WcDonalds в аниме). Кубота сумел в дальнейшем постоять за себя в борьбе с хулиганами и теперь тусуется с Сакамото. Как и Сакамото, он обладает "тайными умениями", хотя все они относятся к фаст-фуду. Тщательно ухаживает за своими волосами и дорожит ими, поэтому, когда Хаябуса сбривает его волосы, для него это становится ударом, однако Сакамото, как всегда, находит из этого выход. Также носит целый набор инструментов по уходу за волосами в школу. Благодаря Сакамото становится увереннее в себе.

Сэйю: Акира Исида.
- Юя Сэра (яп. 瀬良 裕也 Сэра Ю:я) — одноклассник Сакамото, который не любит его за то, что тот всегда крадёт внимание класса. До инцидента с участием Сакамото и шершня был моделью, а после стал клоуном класса, ходящим в одних трусах пчелиной раскраски и рассказывающим анекдоты на тему пчёл. После того, как Сакамото сообщил о своём отъезде в Америку, Сэра заявляет о своей мечте стать лучшим комиком Японии.

Сэйю: Сётаро Морикубо.
- Ацуси Маэда (яп. 前田 あつし Маэда Ацуси) — парень по прозвищу Аттян. Бывший хулиган. После знакомства с Сакамото перестал курить и перешёл на пускание мыльных пузырей. С одной стороны восхищается Сакамото, а с другой таит обиду. Во время церемонии вручения дипломов третьегодкам он, поддавшись манипуляциям Фукасэ, решает атаковать Сакамото, когда тот выступает с поздравительной речью. В конце концов, сдаётся и признаётся в своей зависти к Сакамото, в то время как тот решает прикрыть Ацуси, обратив его нападение в часть шоу, тем самым избавив его от наказания. После того, как Сакамото сообщил о своём отъезде в Америку, Ацуси объявил о своём намерении лучше учиться и превзойти Сакамото.

Сэйю: Томокадзу Сугита.
- Марио (яп. まりお) — друг Аттяна и Кэнкэна. Член группы Аттяна.

Сэйю: Кэн Такэути.
- Кэнкэн (яп. ケンケン) — друг Аттяна и Марио. Член группы Аттяна.

Сэйю: Нобуюки Хияма.
- Айна Куронума (яп. 黒沼 あいな Куронума Айна) — одноклассница Сакамото. Очень популярна среди парней благодаря своей книжке по обольщению. Однако Сакамото единственный из парней не обращал на неё никакого внимания. Влюблена в Сакамото, после его перевода заявляет о мечте стать топ-моделью Японии и завоевать любовь Сакамото.

Сэйю: Юи Хориэ.
- Яги (яп. 八木 Яги) — одноклассница Сакамото, подруга Айны.

Сэйю: Хитоми Набатамэ.
- Танака (яп. 田中) — одноклассница Сакамото, подруга Айны.

Сэйю: Саки Фудзита.
- Мэгуми Фудзита (яп. 藤田 恵 Фудзита Мэгуми) — одноклассница Сакамото и староста его класса. Её подруги называют её Фу-тян. Влюблена в Сакамото и любит его фотографировать.

Сэйю: Май Накахара.
- Кана-тян (яп. カナちゃん) — одноклассница Сакамото, подруга Мэгуми.

Сэйю: Юкари Тамура.
- Ми-тян (яп. みーちゃん Ми:-тян) — одноклассница Сакамото, подруга Мэгуми.

Сэйю: Кана Уэда.
- Эрика (яп. エリカ) — одноклассница Сакамото, подруга Мэгуми. Восприимчива к новым тенденциям. Хорошо говорит с иностранными акцентами. Влюблена в Сакамото.

Сэйю: Микако Таканаси.
- Сё Хаябуса (яп. 8823先輩（ハヤブサ） / 翔 8823сэмпай (Хаябуса) /Сё:) — хулиган-второгодка, лидер банды хулиганов. Он красив, умён и честен. Идеал для других хулиганов. Несмотря на репутацию, очень любит свою семью. Сначала хотел поставить Сакамото на место, но после своего поражения стал его уважать. Мать Хаябусы умерла, поэтому отец, считая, что двум младшим братьям Сё нужна мама познакомился с довольно состоятельной на вид женщиной. Чтобы провести на неё впечатление пригласил её в французский ресторан и позвал Сё. Однако Сё никогда раньше не был в подобном месте и не знает правил этикета, поэтому просит Сакамото помочь, спрятав его под своё пальто. Однако вскоре после вечера выясняется, что эта женщина является главой шайки аферистов, которые начали угрожать отцу Хаябусы и вымогать его деньги. Сакамото и Сё помогли отцу отбиться от вымогателей, сработав, как одно целое.

Сэйю: Кодзи Юса.
- Маруяма (яп. 丸山) — хулиган-старшеклассник, член банды Сё. Хотел использовать Сакамото как «мальчика на побегушках», однако из-за чрезмерной услужливости Сакамото в итоге отказался от этой идеи и стал избегать его.

Сэйю: Тэцу Инада.
- Морита (яп. 森田) и Ясуда (яп. 安田) — шестёрки Маруямы.

Сэйю: Тацухиса Судзуки и Томоаки Маэно.
- Фукасэ (яп. 深瀬) — хулиган-старшеклассник, которому уже исполнилось 30 лет. Имеет IQ 180, а также сомнительное прошлое. Популярен среди хулиганов, любит поиздеваться над популярными учениками. Манипулирует людьми, чтобы те выполняли грязную работу. Заинтересовывается Сакамото и решает сыграть с ним в "игру", задействовав Аттяна. Однако его попытки сломить парня оказываются тщетными. В дальнейшем, после «игры» с Сакамото, был исключён из школы. После этого показан занимающимся сёрфингом на пляже.

Сэйю: Мицуо Ивата.
- Сигэру Кобаяси (яп. 小林 茂 Кобаяси Сигэру) — классный руководитель в классе Сакамото, учитель английского языка.

Сэйю: Масахито Ябэ.
- Какута (яп. 角田) — темнокожий мужчина, преподаватель по охране здоровья и морали. Крайне суров и дисциплинирован. Всегда демонстративно враждебно относится к Сакамото.

Сэйю: Дзёдзи Наката.

### Прочие
- Сигэми Кубота (яп.  Кубота Сигэми) — мать Ёсинобу. Без памяти влюбляется в Сакамото, так как он очень похож на Тёна Тёрисо (яп. チョン·チョリソー) — корейского идола и актёра из её любимого фильма. Ёсинобу умоляет Сакамото прятаться от его матери, чтобы сохранить семью. После очередной "охоты" женщины за Сакамото юноша записывает диск, в котором сообщает, что он всего лишь персонаж разыгравшегося воображения Сигэми.

Сэйю: Кудзира.
- Кохэй (яп. コウヘイ) — студент колледжа. Состоит в одной команде по мини-футболу с Рё. Решает идти по стопам отца-стоматолога, но считает, что в отличие от Рё не имеет собственной цели.

Сэйю: Таканори Хосино.
- Рё (яп. リョウ) — студент колледжа. Вместе с Кохэем пригласил Сакамото на групповое свидание с 3-мя девушками вместо их 3-го товарища, который не смог прийти. Но, когда девушки стали слишком много внимания уделять Сакамото, игнорируя их с Кохэем, начал всеми способами безуспешно пытаться выставить Сакамото в дурном свете.

Сэйю: Нобутоси Канна.

## Медиа

### Манга
Манга дебютировала в 2011 году, перед началом регулярной публикации в журнале Harta в феврале 2013 года издательства Enterbrain с 14 апреля 2012 года. Манга закончилась 14 декабря 2015 и состоит из 4-х томов.
Лицензия на выпуск манги в Северной Америке принадлежит издательству Seven Seas Entertainment. Первый том на английском языке вышел в августе 2015 года, последний в январе 2016 года. Права на выпуск манги России принадлежит издательству XL Media.

#### Список томов манги
| № | На японском          | На японском            | На русском      | На русском             |
| № | Дата публикации      | ISBN                   | Дата публикации | ISBN                   |
| - | -------------------- | ---------------------- | --------------- | ---------------------- |
| 1 | 15 января 2013 года  | ISBN 978-4-04-728633-7 | 2016 год        | ISBN 978-5-91996-097-3 |
| 2 | 15 ноября 2013 года  | ISBN 978-4-04-729273-4 | 2016 год        | ISBN 978-5-91996-124-6 |
| 3 | 15 декабря 2014 года | ISBN 978-4-04-730087-3 | 2017 год        | ISBN 978-5-91996-122-2 |
| 4 | 15 января 2016 года  | ISBN 978-4-04-730925-8 | 2017 год        | ISBN 978-5-91996-159-8 |

### Аниме
Аниме было анонсировано в последнем томе манги. Аниме-сериал транслировался с 8 апреля по 1 июля 2016 года в Японии на TBS, позже CBC, MBS, BS-TBS. Производством аниме занималась Studio Deen. Режиссёр и сценарист аниме Синдзи Такамацу, композитор Ясухико Фукуда, дизайнер персонажей Ацуко Накадзима и арт-директор Масатоси Муто. Аниме адаптация полностью покрывает все главы манги.
Начальная тема
- «Coolest».

Исполняет: Customi-Z.
Завершающая тема
- «Nakushita Hibi ni Sayonara» (яп. 無くした日々にさよなら Накусита хиби ни саёнара, Прощание с ушедшими днями).

Исполняет: Suneohair.
После недельной задержки из-за землетрясения в Кумамото, тринадцатая серия не транслировалась в рамках телевизионного показа и была включена только в пятый диск Blu-ray/DVD, вышедший 26 октября 2016.
Sentai Filmworks приобрела лицензию на выпуск аниме в Северной Америке, Hanabee в Австралии, Animatsu Entertainment в Великобритании. Трансляцией сериала с субтитрами занималась компания Crunchyroll. 13-я серия стала доступна на сайте 27 сентября 2016 года.

#### Список серий аниме
| № серии          | Название | Трансляция в Японии   |
| ---------------- | --- | --------------------- |
| 1                | Sakamoto of Class 1-2/Сакамото-кун из класса 1-2 «Ити-Нэн Ни-куми Сакамото-кун» (1年2組 坂本君)                                                        | 8 апреля 2016 года    |
| 1                | Bee Quiet/Бесшумная пчела «Би: куайэтто» (ビー・クワイエット)                                                                                          | 8 апреля 2016 года    |
| 2                | I Want to Protect, Rather Than Be Protected/Я хочу защищать, а не быть защищённым «Маморарэру ёри маморитай» (守られるより守りたい)                    | 22 апреля 2016 года   |
| 2                | Starting Today, I Can Use the Love Psychology Technique/Применение любовной психология «Кё:кара цукаэру рэнъай синри-дзюцу» (今日から使える恋愛心理術) | 22 апреля 2016 года   |
| 3                | The Gopher, Sakamoto/Сакамото "на побегушках" «Пасирисуто Сакамото» (パシリスト坂本)                                                                   | 29 апреля 2016 года   |
| 3                | Hide and Seek of Love/Любовные прятки «Кой но какурэнбо» (恋のかくれんぼ)                                                                              | 29 апреля 2016 года   |
| 4                | Is Sakamoto A Pervert?/Сакамото извращенец? «Сакамото ва сукэбэ дэсу ка?» (坂本はすけべですか？)                                                       | 6 мая 2016 года       |
| 4                | Classroom Scene Omnibus/Калейдоскоп школьной жизни «Дзюгё: фу:кэй омунибасу» (授業風景オムニバス)                                                      | 6 мая 2016 года       |
| 4                | The Summer of Sakamoto's Disappearance/Летнее исчезновение Сакамото «Сакамото га киэта нацу» (坂本が消えた夏)                                          | 6 мая 2016 года       |
| 5                | Softball Throwing/В софтболе такой бросок «Софутобо:ру нагэ» (ソフトボール投げ)                                                                        | 13 мая 2016 года      |
| 5                | Charisma Yankee Senior 8823/Обаятельный хулиган Хаябуса-сэмпай (8823-сэмпай) «Карисума янки: Хаябуса-сэмпай» (カリスマヤンキー8823先輩)                | 13 мая 2016 года      |
| 5                | Health Care/Индивидуальное медобслуживание «Кэнко: канри» (健康管理)                                                                                   | 13 мая 2016 года      |
| 6                | Go Home Rules/Как правильно возвращаться из школы «Гэко: но ру:ру» (下校のルール)                                                                      | 20 мая 2016 года      |
| 6                | Love Acrossing Camera/Любовь сквозь объектив фотоаппарата «Камэра-госи но кой» (カメラ越しの恋)                                                        | 20 мая 2016 года      |
| 6                | Cafeteria Marketin/Столовый маркетинг «Сёкудо: Ма:кэтингу» (食堂マーケティング)                                                                        | 20 мая 2016 года      |
| 7                | Is Sakamoto Really A Pervert?/Всё-таки Сакамото - извращенец? «Яхари Сакамото ва сукэбэ дэсу ка?» (やはり坂本はすけべですか？)                         | 27 мая 2016 года      |
| 7                | Sera's French Revolution/Французская революция Сэры «Сэра но фурансу какумэй» (瀬良のフランス革命)                                                     | 27 мая 2016 года      |
| 8                | The Cultural Festival is Gloomy/Мрачный культурный фестиваль «Бункасай ва гуру:ми:» (文化祭はグルーミー)                                               | 3 июня 2016 года      |
| 9                | The Meeting Between Sakamoto and Me/Как мы с Сакамото встретились «Сакамото-кун то ватаси но дэай» (坂本君と私の出会い)                                | 10 2016 года          |
| 9                | Nearest, Yet Far Person/Так близко и далеко одновременно «Итибан тикакутэ то:й хито» (一番近くて遠い人)                                                | 10 2016 года          |
| 10               | Demon Lord/Дьявол «Мао:» (魔王) | 17 июня 2016 года     |
| 10               | Lacking Thing/Недостающий предмет «Таринай моно» (足りないもの)                                                                                        | 17 июня 2016 года     |
| 11               | No Need for Warmth/Нет нужды в тепле «Нукумори ва иранай» (ぬくもりはいらない)                                                                         | 24 июня 2016 года     |
| 11               | 1-2 Memories/Воспоминания класса 1-2 «1-2 мэмори:дзу» (1-2メモリーズ)                                                                                  | 24 июня 2016 года     |
| 12               | So Long, Sakamoto-kun/Прощай Сакамото-кун «Саёнара Сакамото-кун» (さよなら坂本君)                                                                      | 1 июля 2016 года      |
| 13 (Special/OVA) | Haven't You Heard? I'm Sakamoto: The Movie/Я — Сакамото, а что? The Movie «Сакамото дэсу га? The Movie» (坂本ですが? The Movie)                        | 27 сентября 2016 года |

## Восприятие
Манга «Я — Сакамото, а что?» выиграла Comic Natalie Grand Prize в 2013. Первый том был на первом месте в Book of the Year list of Male-Oriented Comics с января по июнь 2013 года.
По состоянию на 24 ноября 2013 года было продано 930716 экземпляров 1-го тома и 397213 экземпляров 2-го тома. Первый том манги также был на 19-м месте самых продаваемых томов манги в период с 19 ноября 2012 по 19 мая 2013 года и 27-го с 19 ноября 2012 года по 17 ноября 2013. Второй том достиг первого места в недельном манга-чарте Oricon с 11 по 17 ноября  2013 года. 626,823  экземпляров 3-го тома было продано по состоянию на 18 января 2015 года.